# Entephria bubaceki
Entephria bubaceki là một loài bướm đêm trong họ Geometridae.